# Templo Mundeshwari Devi
O Templo Mundeshwari Devi (também referido por Mundesvari) é um templo religioso que está localizado em Kaura, no distrito de Kaimur, estado de Bihar, na Índia, nas colinas de Mundeshwari. É um templo antigo dedicado à adoração do Senhor Shiva e Shákti, e é considerado um dos mais antigos templos hindus em Bihar. É também considerado o templo "funcional mais antigo" do mundo.
A inscrição de uma placa de informação erguida pelo Archaeological Survey of India (ASI) no local indica a datação do templo para 108 d.C.. No entanto, existem outras versões para a data, em indicação à era Saka, antes da dinastia Gupta (320 d.C.). O templo, um monumento protegido sob a ASI desde 1915, encontra-se substancialmente danificado e está sob restauração.

## Geografia
O templo de Mundeshwari Devi está situado no monte de Mundeshwari, em uma elevação de 190 metros, no distrito de Kaimur, Bihar. Localizado no planalto de Khaimur, através do rio Son (e perto do rio Survuwara), há muitas relíquias arqueológicas no monte em que está plantado. Pode ser alcançado por estrada através de Patna, de Gaya, ou de Varanasi. A estação ferroviária mais próxima encontra-se a 22 quilómetros de distância.

## Veneração
Acredita-se que os rituais e a adoração têm sido realizados lá sem nenhuma pausa, fazendo de Mundeshwari um dos templos hindus funcionais mais antigos, além de também ser um dos mais antigos no mundo. O templo é visitado por um grande número de peregrinos a cada ano, particularmente durante os festivais de Ramnavami Shivratri. Uma grande feira anual é realizada nas proximidades durante o Navaratra, quando é visitado por milhares. No templo, a adoração da Shakti na forma de Devi Mundeshwari é também indicativo do culto tântrico de adoração, que é praticado na Índia Oriental. Quem vai ao templo usualmente costuma deixar flores e incensos, e realizar rituais e rezas.